# Jan Kinast

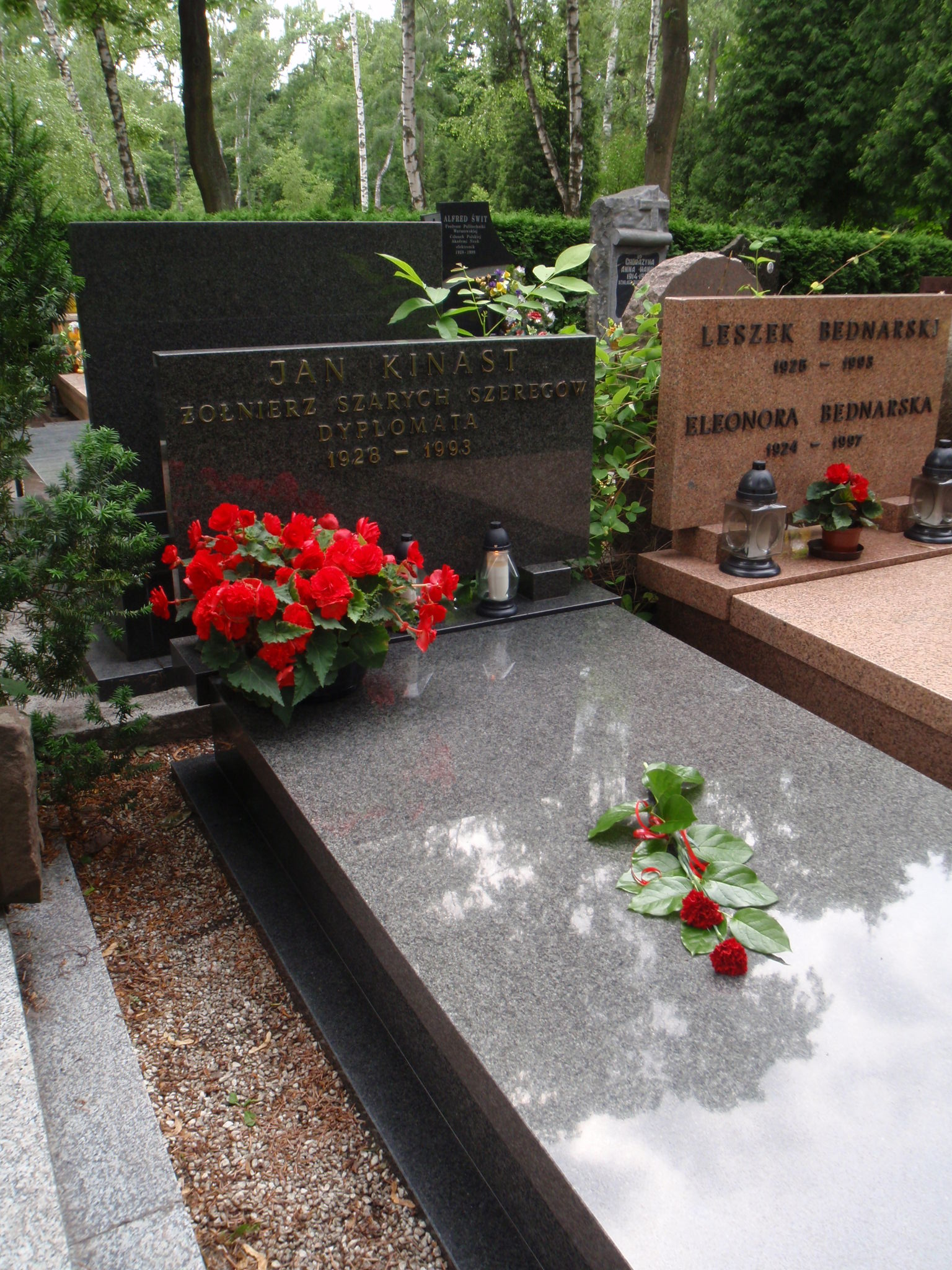
Grób Jana Kinasta na Cmentarzu Wojskowym na Powązkach w Warszawie

Jan Kinast (ur. 23 stycznia 1928 w Warszawie, zm. 18 lipca 1993) – polski działacz państwowy i harcerski,   dyplomata, wiceminister spraw zagranicznych (1984–1987), ambasador PRL w Brazylii (1977–1981) i USA (1987–1990).

## Życiorys
W czasie okupacji niemieckiej organizował polskie harcerstwo we  Włochach k/Warszawy, komendant roju Victoria , Szare Szeregi ( ps. Zdzisław). Aresztowany na początku powstania warszawskiego, więziony w obozach koncentracyjnych Auschwitz-Birkenau i Flossenbürg (KL), Dachau.  Po II wojnie światowej organizował harcerstwo polskie na terenie dzielnicy Warszawa-Ochota, był komendantem hufca im. M. Bema, członkiem Głównej Kwatery ZHP oraz Zastępcą Naczelnika ZHP w latach 1956–1962. Związany także z wydawnictwami harcerskimi, m.in. z redakcją gazet „Drużyna”, „Świat Młodych”, „Na Przełaj”. W latach 1958–1961 pełnił funkcję dyrektora Wydawnictwa Harcerskiego. W latach 1948–1956 należał do Związku Młodzieży Polskiej.
W 1950 roku ukończył prawo na Uniwersytecie Warszawskim. 
W 1962 wstąpił do polskiej służby zagranicznej. Od 1964 do 1968 w Ambasadzie RP w Waszyngtonie jako II i I sekretarz. W latach 1970–1977 zastępca dyrektora i dyrektor Departamentu III (Ameryki). Od 13 października 1977 do października 1981 był ambasadorem w Brazylii. Powrócił na stanowisko dyrektora Departamentu III. Od października 1984 do października 1987 pełnił obowiązki podsekretarza stanu w Ministerstwie Spraw Zagranicznych. Od  grudnia 1987 r. był ambasadorem PRL w USA, funkcję sprawował do 8 sierpnia 1990.
Żonaty z Krystyną Teresą z domu Scibisz (1930–2021). Miał dziecko. Został pochowany na Cmentarzu Wojskowym na Powązkach w Warszawie (kwatera A 3 Tuje rz. 1 m. 21).

## Współpraca ze Służbą Bezpieczeństwa PRL
Według materiałów zgromadzonych w archiwum Instytutu Pamięci Narodowej był w latach 1964–1970 tajnym współpracownikiem Służby Bezpieczeństwa o pseudonimie „Zdzisław”.